# Élections impériales de 1790
L'élection impériale de 1790 est la vingt-troisième et avant-dernière élection, après la promulgation de la Bulle d'or de 1356, permettant d'élire le Roi des Romains, prince héritier jusqu'au couronnement comme Empereur du Saint-Empire romain. Elle a eu lieu le 30 septembre 1790, après le décès de l'empereur Joseph II, et voit la désignation du frère de ce dernier, l'archiduc Léopold, comme nouvel empereur sous le nom de Léopold II.

## Contexte
Le 30 décembre 1777, Maximilien III Joseph, l'électeur de Bavière, mourut de la variole, ne laissant aucun héritier immédiat. Son cousin éloigné Charles-Théodore, alors électeur du Palatinat, lui a succédé. En vertu des dispositions de la paix de Westphalie couvrant une fusion des lignées familiales, le vote du Palatinat a été supprimé et Charles-Théodore, tout en dirigeant les deux territoires, détiendrait une voix en tant qu'électeur de Bavière.
Désirant échanger avec l'empereur Joseph II la Bavière contre les Pays-Bas autrichiens, plus proches de ses États patrimoniaux, il en fut empêché par son héritier Charles II Auguste de la branche de Deux-Ponts, soutenu par le roi de Prusse Frédéric II qui en prit prétexte pour s'opposer à la maison d'Autriche, et qui déclencha la guerre de Succession de Bavière dite « guerre des pommes de terre » (Kartoffelnkrieg, 1778–1779). La guerre finie et pour dédommager son allié, Charles-Théodore céda une minuscule partie de la Bavière à l'Autriche par le traité de Teschen (1779).
L'élection a suivi la mort de l'empereur Joseph II le 20 février 1790. Son frère Léopold prend la tête des possessions patrimoniales des Habsbourg (Autriche, Hongrie, Bohême), tandis qu'il confie à son second fils Ferdinand, le grand-duché de Toscane, qui devient grand-duc sous le nom de Ferdinand III.

## Princes-électeurs
Les huit princes-électeurs appelés à élire le successeur de Joseph II étaient (dans l'ordre de vote défini par la Bulle d'or de 1356) :
| Électorat     | Prince-électeur | Prince-électeur                  | Titres                                                                         | Vote                   |
| ------------- | --------------- | -------------------------------- | ------------------------------------------------------------------------------ | ---------------------- |
| · Trèves      |                 | Clément Wenceslas de Saxe        | Archevêque de Trèves                                                           | Léopold VII d'Autriche |
| · Cologne     |                 | Maximilien-François d'Autriche   | Archevêque de Cologne Duc de Westphalie                                        | Léopold VII d'Autriche |
| · Bohême      |                 | Léopold VII d'Autriche           | Roi de Bohême Roi de Hongrie Archiduc d'Autriche duc de Bourgogne, de Milan... | Léopold VII d'Autriche |
| · Bavière     |                 | Charles-Théodore de Bavière      | Électeurs de Bavière Comte palatin                                             | Léopold VII d'Autriche |
| · Saxe        |                 | Frédéric-Auguste III de Saxe     | Électeur de Saxe                                                               | Léopold VII d'Autriche |
| · Brandebourg |                 | Frédéric-Guillaume II de Prusse  | Margrave de Brandebourg Roi de Prusse                                          | Léopold VII d'Autriche |
| · Hanovre     |                 | George III de Hanovre            | Électeur de Hanovre Roi de Grande-Bretagne Roi d'Irlande                       | Léopold VII d'Autriche |
| · Mayence     |                 | Frédéric-Charles Joseph d'Erthal | Archevêque de Mayence                                                          | Léopold VII d'Autriche |

## Élection et conséquences
Léopold VII d'Autriche fut élu empereur sous le nom de Léopold II le 30 septembre 1790 et couronné dans la cathédrale de Francfort le 9 octobre suivant. Lors des cérémonies, la tradition rapporte qu'on joua le Concerto du Couronnement de Mozart, composé pour l'occasion. Ce qui n’est cependant pas tout à fait juste, car la prestation de Mozart ne faisait pas partie des festivités officielles autour du couronnement le 9 octobre 1790, au grand dam du compositeur du reste, mais eut lieu une semaine plus tard, le 15 octobre, au Stadttheater de Francfort-sur-le-Main. Si cette exécution « off » remporta du succès sur le plan du prestige, selon ce que Mozart écrivit à sa femme la même journée, elle fut néanmoins un échec complet sur le plan financier
Si le règne de Léopold comme empereur du Saint-Empire romain germanique et comme roi de Hongrie et de Bohême avait duré suffisamment, il aurait renouvelé sur une plus grande échelle les réussites qu'avait obtenues sa politique de réformes dans la Toscane lointaine. Mais il régna à peine deux années, et deux années très difficiles avec des dangers à l'Ouest et à l'Est. Les bouleversements révolutionnaires qui grandissaient en France mettaient en danger la vie de sa sœur, la reine Marie-Antoinette, et de Louis XVI, en même temps qu'ils menaçaient ses propres domaines en y semant une agitation subversive. Sa sœur lui envoyait des appels au secours éperdus et il était harcelé par les émigrés royalistes qui intriguaient pour provoquer une intervention armée en France.